# ایسی میازاکی
ایسی میازاکی (انگلیسی: Issei Miyazaki؛ زادهٔ ۱ ژانویهٔ ۱۹۷۱) صداپیشگی در ژاپن اهل ژاپن است.